# Patricia Creutz-Vilvoye

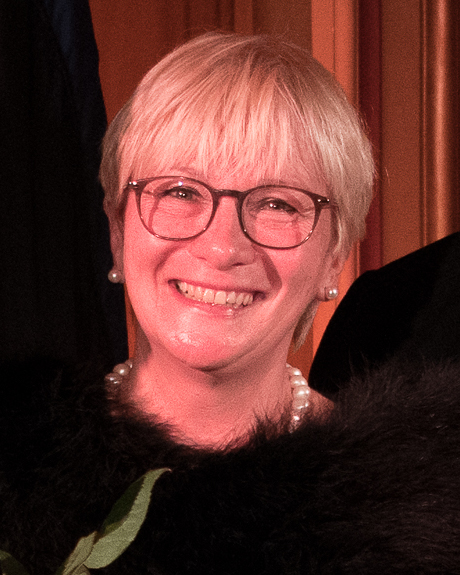
Patricia Creutz-Vilvoye (2019)

Patricia Creutz-Vilvoye (* 27. Dezember 1964) ist eine belgische Politikerin der deutschsprachigen Christlich Sozialen Partei (CSP). Seit 2004 ist sie Mitglied im Parlament der Deutschsprachigen Gemeinschaft in Belgien und seit dem 1. Juli 2024 dessen Präsidentin.

## Leben
Nach dem Studium in Jura und Psychologie an der Universität Lüttich arbeitete Creutz-Vilvoye ab 1992 als Geschäftsfrau.
Von 1995 bis 1999 war sie außerdem Mitarbeiterin des damaligen Präsidenten des DG-Parlaments Manfred Schunck und von 1998 bis 1999 des damaligen Vize-Premierministers und Verteidigungsministers Jean-Pol Poncelet. Des Weiteren war sie von 1996 bis 1998 beigeordnete Generalsekretärin der Parti social-chrétien (PSC). Darüber hinaus war sie von 1993 bis 1999 Mitglied des Rates für Chancengleichheit und Vorsitzende des Ausschusses „Frauen und Recht“.
Im Jahr 2000 wurde Creutz-Vilvoye in den Stadtrat von Eupen gewählt und war dort von 2000 bis 2012 Schöffin. Seit 2012 ist sie dort nur noch Ratsmitglied. Seit 2004 ist sie außerdem Mitglied des Parlaments der Deutschsprachigen Gemeinschaft. Seit 2019 übt sie das Amt der ersten Vizepräsidentin aus, das sie bereits von 2009 bis 2014 innehatte. Von 2011 bis 2014 sowie seit 2015 ist sie als Vertreterin des DG-Parlaments Mitglied des Benelux-Parlaments, seit 2019 bekleidet sie dort das Amt der Vizepräsidentin und war zwischen 2020 und 2022 Präsidentin des Benelux-Parlaments.
Am 1. Juli 2024 wurde sie zur Präsidentin des Parlaments gewählt.